# 钱锡侯
钱锡侯（1923年—1991年），男，直隶（今河北）沧县人，中华人民共和国军事人物，曾任中国人民解放军兰州军区副司令员。